# Kostonjoki
La rivière Kostonjoki (finnois : Kostonjoki) est un cours d'eau à Taivalkoski dans la région d'Ostrobotnie du Nord en Finlande,.

## Description
La rivière Kostonjoki draine le lac Kostonjärvi sur sa rive sud et coule vers le sud sur une distance de 25 kilomètres.
En chemin, la Kostonjoki traverse le lac Koitijärvi.
À Taivalkoski, elle rencontre l'Iijoki venant de l'Est.